# Carlos Bernárdez
Carlos Roberto Bernárdez García (ur. 28 grudnia 1992 w Belize City) – belizeński piłkarz pochodzenia honduraskiego występujący na pozycji napastnika, reprezentant Belize, od 2025 roku zawodnik honduraskiej Victorii.

## Kariera klubowa
Bernárdez przyszedł na świat w Belize, gdy jego pochodzący z Hondurasu rodzice przejeżdżali przez ten kraj w drodze do Stanów Zjednoczonych. Jako ośmiomiesięczne dziecko został przywieziony przez swoją matkę do Hondurasu, gdzie wychowywał się w miejscowości Olanchito. Karierę piłkarską rozpoczynał w klubie CD Victoria, do którego pierwszej drużyny włączył go trener Héctor Vargas. W honduraskiej Liga Nacional zadebiutował 27 marca 2013 w przegranym 2:3 spotkaniu z Realem Sociedad, zaś premierowego gola strzelił 30 sierpnia 2014 w przegranej 1:2 konfrontacji z Honduras Progreso. Na początku swojej kariery był porównywany do Davida Suazo. W 2016 roku spadł z Victorią do drugiej ligi.
W kolejnych latach Bernárdez przeplatał występy w drugoligowej Victorii z grą w pierwszoligowym CDS Vida, do którego dwukrotnie dołączał na zasadzie rocznego wypożyczenia (w styczniu 2017 i lipcu 2018). W obydwóch klubach z La Ceiby był przeważnie czołowym strzelcem. Jego udane występy w kwietniu 2018 zaowocowały zainteresowaniem ze strony meksykańskiego Club Necaxa, a także klubów z niższych lig amerykańskich oraz ze Zjednoczonych Emiratów Arabskich. W czerwcu 2019 przebywał natomiast na testach w maltańskim Mosta FC.
We wrześniu 2020 Bernárdez został piłkarzem Platense FC. Tam już w pierwszym sezonie Apertura 2020 wywalczył tytuł króla strzelców ligi honduraskiej, zdobywając 10 goli (ex aequo z Rubilio Castillo i Jerrym Bengtsonem)

## Kariera reprezentacyjna
Ze względu na swoje miejsce urodzenia Bernárdez posiada podwójne obywatelstwo honduraskie i belizeńskie. W wywiadzie z 2014 roku podkreślił, że czuje się Honduraninem i zamierza reprezentować barwy tego kraju. Po upływie pięciu lat, nie mając większych szans na występy w reprezentacji Hondurasu, zdecydował się jednak przyjąć powołanie do reprezentacji Belize. Zadebiutował w niej za kadencji selekcjonera Vincenzo Alberto Annese, 30 sierpnia 2019 w zremisowanym 1:1 meczu towarzyskim z Saint Vincent i Grenadynami. Premierowe gole w kadrze narodowej strzelił 30 marca 2021 w wygranej 5:0 konfrontacji z Turks i Caicos w ramach eliminacji do mistrzostw świata w Katarze, dwukrotnie wpisując się na listę strzelców.